# 吉尔吉斯短舌菊
吉尔吉斯短舌菊（学名：Brachanthemum kirghisorum）为菊科短舌菊属的植物。分布在俄罗斯吉尔吉斯以及中国大陆的新疆自治区等地，常生于干旱地，目前尚未由人工引种栽培。